# Ragby na letních olympijských hrách

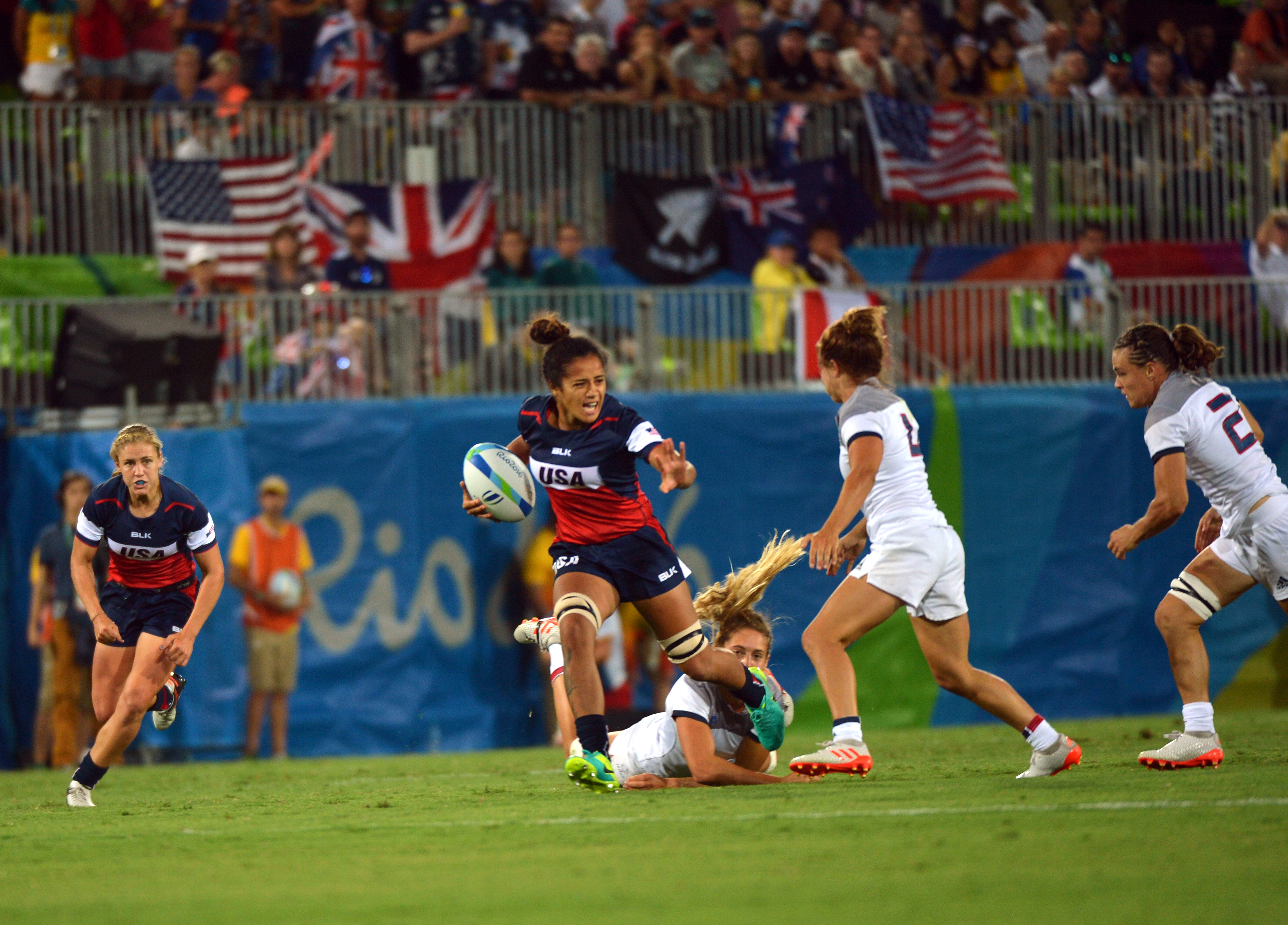
Zápas v ragby na LOH 2016

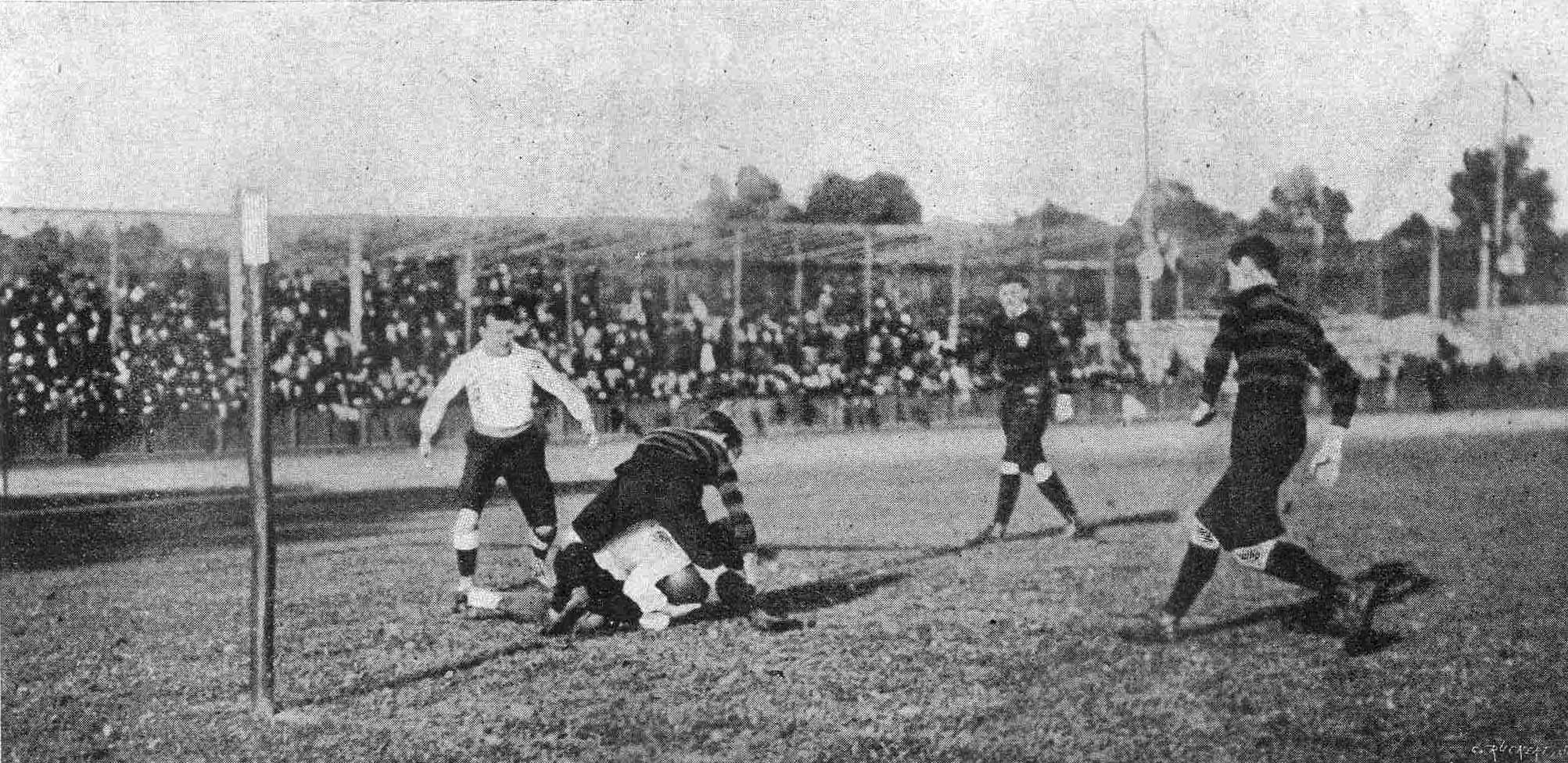
Zápas v ragby na LOH 1900

Zápasy v ragby na letních olympijských hrách byly součástí olympijského programu mezi lety 1900 a 1924 (pouze muži), nově jsou zařazeny od roku 2016.
Rugby union debutovalo na letních olympijských hrách v roce 1900, kdy pařížský turnaj vyhrála domácí reprezentace. Tento sport se na program her dostal také v letech 1908, 1920 a 1924. Krátce po LOH 1924 bylo ragby z olympijských sportů kvůli vnitřním rozporům a nízké účasti vyškrtnuto. Po více než 80 letech rozhodl v roce 2009 MOV o opětovném zařazení ragby do olympijského programu od LOH 2016, kde se rugby union představilo ve formě sedmičkového ragby.

## Medailové pořadí zemí
| Pořadí | Země                         | Zlato | Stříbro | Bronz | Celkem |
| ------ | ---------------------------- | ----- | ------- | ----- | ------ |
| 1.     | Francie (FRA)                | 2     | 2       | 0     | 4      |
| 2.     | Fidži (FIJ)                  | 2     | 1       | 0     | 3      |
| 3.     | Spojené státy americké (USA) | 2     | 0       | 0     | 2      |
| 4.     | Australasie (ANZ)            | 1     | 0       | 0     | 1      |
| 4.     | Austrálie (AUS)              | 1     | 0       | 0     | 1      |
| 6.     | Velká Británie (GBR)         | 0     | 3       | 0     | 3      |
| 7.     | Nový Zéland (NZL)            | 0     | 2       | 0     | 2      |
| 8.     | Německo (GER)                | 0     | 1       | 0     | 1      |
| 9.     | Jihoafrická republika (RSA)  | 0     | 0       | 2     | 2      |
| 10.    | Kanada (CAN)                 | 0     | 0       | 1     | 1      |
| 11.    | Rumunsko (ROU)               | 0     | 0       | 1     | 1      |
| 12.    | Argentina (ARG)              | 0     | 0       | 1     | 1      |
| Celkem | Celkem                       | 8     | 9       | 5     | 22     |